# Genista banatica
Genista banatica là một loài thực vật có hoa trong họ Đậu. Loài này được (Simonk.) Holub miêu tả khoa học đầu tiên năm 1984.